# 梅垣理郎
梅垣 理郎（うめがき みちお、1947年 - ）は、日本の政治学者。慶應義塾大学名誉教授。専門は比較近代化論、国際政治史。東アジアおよび東南アジア諸地域における近代化・開発や紛争、ヒューマン・セキュリティなどを研究領域としている。
1969年慶應義塾大学法学部政治学科卒業、1971年同大学院法学研究科修士課程修了、1978年プリンストン大学大学院政治学部博士課程にて博士号取得、Ph.D（政治学）。
ジョージタウン大学政治学部助教授、慶應義塾大学法学部客員教授等を経て、1990年慶應義塾大学総合政策学部教授。2017年名誉教授。

## 著書

### 単著
- After the Restoration: the Beginning of Japan's Modern State, (New York University Press, 1988).

### 共著
- （徳田英幸・ 武藤佳恭・花田光世・斎藤信男・村井純）『デジタルメディア革命』（慶應義塾大学出版会, 1998年）

### 編著
- 『総合政策学の最先端（3）――多様化・紛争・統合』（慶應義塾大学出版会, 2003年）

### 共編著
- The Ambivalence of Nationalism : Modern Japan between East and West, co-edited with James W. White, and Thomas R.H. Havens, (University Press of America, 1990).
- （井上輝夫）『メディアが変わる知が変わる――ネットワーク環境と知のコラボレーション』（有斐閣, 1998年）
- （大江守之・岡部光明）『総合政策学――問題発見・解決の手法と実践』（慶應義塾大学出版会, 2006年）
- （市川太一・柴田平三郎・中道寿一）『現場としての政治学』（日本経済評論社, 2007年）
- Human Insecurity in East Asia, co-edited with Lynn Thiesmeyer, and Atsushi Watabe, (United Nations University Press, 2009年)

### 訳書
- バーナード・クリック『現代政治学の系譜――アメリカの政治科学』（時潮社, 1973年）
- 『戦後日米関係を読む――「フォーリン・アフェアーズ」の目』（編訳, 中央公論社, 1993年）

## 論文
- 「政治的発展論再考――確率論的政治理論への批判」『アジア研究』19巻1号（1972年）
- "From Domain to Prefecture,”in Marius B. Jansen, and Gilbert Rozman, eds., Japan in Transition: From Tokugawa to Meiji, (Princeton University Press, 1986).
- "The Politics of Japanese Defense," in Stephen Gibert, ed., Security in Northeast Asia: Approaching the Pacific Century, (Westview Press, 1988).
- ｢国民国家以後の国家｣ 内山秀夫編 『講座日本政治学（1）政治理論』（三嶺書房, 1999年）
- 「ヒューマンセキュリティと総合政策学」『総合政策学ワーキングペーパーシリーズ』No.81（2005年）
- "Human Security: Some Conceptual Issues for Policy Research," Policy and Governance Working Paper Series, Keio University Press, 2003.
- "Human Security in East Asia: Redefining Problems," Policy and Governance Working Paper Series, Keio University Press, 2008.
- 「政策学―実践の学、学の実践」中道寿一編『政策科学の挑戦 政策科学と総合政策学』（日本経済評論社, 2008年）
- 「枯葉剤―ベトナム・ノート」山本信人編『東南アジアからの問いかけ』(慶應義塾大学出版会, 2009年)